# یاستژبیا (استان اشوی‌داشکسیه)
یاستژبیا (به لهستانی: Jastrzębia) یک منطقهٔ مسکونی در لهستان است که در گمینا بلیژن واقع شده‌است. یاستژبیا ۹۰ نفر جمعیت دارد.